# 普列谢茨克航天发射场
62°55′N 40°31′E / 62.917°N 40.517°E
普列谢茨克航天发射场（俄语：Космодром Плесе́цк），正式名称为第1国家测试发射场（俄语：1-й Государственный испытательный космодром）是俄罗斯境内的一座航天发射场，位于阿尔汉格尔斯克州，距莫斯科以北800公里。

## 歷史
普列谢茨克发射场得名于阿尔汉格尔斯克州的一个市级镇普列谢茨克。它最初是苏联政府作为洲际弹道导弹发射基地建设起来的，动工于1957年，大约于1959年投入使用，作为R-7火箭家族（R-7洲际导弹）的发射场。在普列谢茨克乡有一座火车站，成为运输导弹部件的重要交通节点。一座用于支持导弹基地的新城镇米尔内（俄语意为“和平”）同时被建立起来。普列谢茨克航天发射场是苏联／俄罗斯除拜科努尔航天发射场以外唯一一座重要的发射场，到1997年为止，该发射场执行了超过1500次发射任务，比世界上其它任何一座发射场都多。与拜科努尔不同的是，普列谢茨克主要用于发射军事载荷。在苏联解体之后，由于俄罗斯军力下降，普列谢茨克发射场的重要性降低了。
普列谢茨克发射场最初是保密的。英国教师杰弗里·佩里和他的学生们发现了普列谢茨克发射场的存在，他们仔细分析了苏联于1966年发射的宇宙-112卫星的轨道，推断出它不可能是从拜科努尔发射的。冷战结束后公布的档案显示，CIA早在1950年代末就怀疑普列谢茨克地区有一座导弹发射设施。苏联政府直到1983年才公开了普列谢茨克发射场。
由于处于较高纬度的地理位置，普列谢茨克不适合用来发射小倾角卫星和地球同步轨道卫星。此外，较高的纬度也影响了火箭的运载能力。该发射场主要用于发射具有大倾角的极轨卫星。
普列谢茨克发射场现在可以发射联盟号、宇宙-3M、呼啸号和旋风号等类型的运载火箭。而俄罗斯用于国际商业发射服务的主力火箭质子号和天顶号则不能从这里发射。普列谢茨克也仍然作为俄军战略火箭部队的发射场，2007年俄军在这里试射了一枚RS-24洲际导弹。俄罗斯航天部门已决定其新一代主力运载火箭安加拉号主要在普列谢茨克发射。
推特帳號ChrisO_wiki （页面存档备份，存于） 2023年7月19日發文表示，俄罗斯航天国家集团正評估界入2022年俄羅斯入侵烏克蘭行動的可能性，參與行動方式是從普列谢茨克航天发射场發射太空火箭，當太空火箭到達軌道後，向烏克蘭國土投擲炸彈。

## 事故
普列谢茨克发射场曾发生过以下事故：
- 1973年6月26日，一枚宇宙-3M火箭在发射台上爆炸，导致9人死亡。
- 1980年3月18日，一枚东方-2M火箭在加注燃料时爆炸，导致50人死亡。
- 2002年10月15日，一枚联盟-U火箭发射失败并爆炸，死亡一人。
- 2024年9月21日，一枚RS-28洲际弹道导弹试射失败，炸毁发射井并引发火灾。